# Internet Engineering Task Force
L'Internet Engineering Task Force (IETF en català, Grup de treball d'enginyeria d'Internet) és una organització que desenvolupa i promou estàndards, cooperant estretament amb el W3C, així com l'ISO/IEC. De la mateixa manera tracta, en particular, amb els estàndards del protocol TCP/IP i la suite de protocols d'Internet. Els estàndards de l'organització són oberts; no té membres formals ni cap requeriment per a ser-ne. Aquests són coneguts com a Request For Comments (RFC). De fet, tots els seus participants i líders són voluntaris, tot i que el seu treball normalment està sufragat per les seves empreses o esponsors.
Els Internet Drafts (o I-Ds) són una sèrie de documents publicats per la IETF durant el desenvolupament d'un estàndard o especificació.